# Richie Nuzoo
Richard Nuzzolese también conocido como Richie Nuzoo (n.  México, 31 de diciembre de 1990 es un actor, modelo y conductor mexicano. Destacado por conducir el reality Desafiantes:Reality en Azteca 9-HD de México.

## Carrera
Richie comenzó como actor en Azteca 9-HD después de haber estudiado en CATM el centro de estudios de Azteca 9-HD.
En el 2015, Richie se vio una vez más en televisión para conducir el reality Desafiantes:Reality

## Vida personal
Nació en México el 31 de diciembre de 1990 en México DF. Ciudad donde a los 18 años comenzó a estudiar en CATM para debutar en 2010 en la telenovela Sacrificio de Hombres donde se hizo de gran escándalo por ser un striper de buen cuerpo.

## Filmografía
- 2015-Desafiantes:Reality: Conductor